# بیگ بار، شهرستان بیوت، کالیفرنیا
بیگ بار (به انگلیسی: Big Bar) یک منطقهٔ مسکونی در ایالات متحده آمریکا است که در شهرستان بیوت، کالیفرنیا واقع شده‌است. بیگ بار ۴۳۱ متر بالاتر از سطح دریا واقع شده‌است.